# 世田谷区立芦花小学校
世田谷区立芦花小学校（せたがやくりつ ろかしょうがっこう）とは、東京都世田谷区粕谷二丁目に存在する区立の小学校である。2012年より隣接する世田谷区立芦花中学校と校舎を共用し、さらに本校と芦花中学校・八幡山小学校の3校で芦花の学び舎を構成する。

## 沿革
- 1959年（昭和34年） - 世田谷区立烏山小学校の分校として開校。
- 1960年（昭和35年） - 烏山小学校から分離、世田谷区立芦花小学校として独立。
- 2009年（平成21年） - 仮校舎完成。旧校舎解体工事開始
- 2011年（平成23年） - 新校舎竣工。
- 2012年（平成24年） - 新校舎落成式挙行。

## 通学区域
出典
- 粕谷2丁目（全域）
- 粕谷4丁目（全域）
- 八幡山3丁目（16番(5～15号)、17～21番、22番(5～11号・28号以降)、36～40番）
- 南烏山1丁目（全域）
- 南烏山2丁目（全域）
- 南烏山5丁目（1～14番）

## 主な進学先
- 世田谷区立芦花中学校
  - 小・中併設校舎となっているが、小中一貫教育についての言及はされていない。

## 交通アクセス
- 京王電鉄京王線芦花公園駅から、
  - 最短ルートを移動した場合、徒歩約650m・約10分。
  - 千歳通り・世田谷文学館付近を経由するルートを移動した場合、徒歩約730m・約11分。
- 小田急バス「成02」系統で「芦花パークゴルフ練習場」バス停下車後、
  - 千歳烏山駅行のりばから、徒歩約375m・約6分。
  - 成城学園前駅行のりばから、徒歩約355m・約6分。
  - なお、「芦花パークゴルフ練習場」バス停付近の交差点は「芦花小学校」交差点となっているが、バス停から交差点の位置は、本校校舎の位置とは逆方向となる。